# Walter Nestola
Walter Nestola (Galatina, 3 novembre 1987) è un attore italiano.

## Biografia
Attore di Cinema e Televisione, dal 2023 vive a New York City. Cresciuto in Puglia, a Copertino, si trasferisce in Toscana dove si laurea in Agraria presso l'Università degli Studi di Firenze. Contemporaneamente frequenta la Scuola di Cinema Immagina di Giuseppe Ferlito. A Roma studia recitazione con il maestro Guido Cerniglia e porta in scena L'uomo dal fiore in bocca di Luigi Pirandello con Alberto Di Stasio; inoltre scrivono insieme il film Briciole sul mare e recita nel film Sulla mia pelle di Alessio Cremonini. È stato nominato come miglior attore al La Jolla International Fashion Film Festival 2018 per il cortometraggio Touch, diretto da Rossano B. Maniscalchi. Ha inciso alcune canzoni e nel 2014 partecipa al Cantagiro con il brano Vieni via con me, scritto da Loriana Lana.   

## Filmografia

### Attore

#### Cinema
- Ultimo carico, regia di Giuseppe Ferlito (2010)
- Una vita da sogno, regia di Domenico Costanzo (2013)
- Caffè amaro, regia di Marco Iacomelli (2014)
- Una ragione per combattere, regia di Alessandro Baccini (2014)[2]
- Anunnaki, regia di Lorenzo Andreaggi (2014)
- Briciole sul mare, regia di Walter Nestola (2016) [3]
- Sulla mia pelle, regia di Alessio Cremonini (2018) [4]
- L'affarista, regia di Giuseppe Ferlito (2019)
- Re Minore, regia di Giuseppe Ferlito (2022)
- Fiabe italiane, regia di Lorenzo Andreaggi (2022)

#### Televisione
- L'onore e il rispetto, regia di Luigi Parisi, Alessio Inturri (2017)

#### Documentari
- Quando gli Dei crearono l'uomo, regia di Lorenzo Andreaggi (2019)

#### Cortometraggi
- Gioco di Parole, regia di Tony Trupia (2010)
- Rossella donna di quadri, regia di Fabrizio Manfredini (2010)
- Ultimo Colpo, regia di Sara Sortino (2011)
- Il Cappotto, regia di Giuseppe Ferlito (2012)
- Il più bel giorno della mia vita, regia di Dino Santoro (2012)
- Women in the mirror, regia di Alessandro Visciano (2013)
- Maledetto Treno, regia di Guido Cerniglia (2013)
- Non Buttarla Via, regia di Walter Nestola (2016)
- Touch Me, regia di Rossano B. Maniscalchi (2018)
- Aggrappati a me, regia di Luca Arcidiacono (2018)
- Stop Plastic, regia di Maria Vittoria Cangialosi (2019)
- Sono io, regia di Cyro Rossi (2020)[5]
- Il territorio del Quartiere 3 di Firenze (Gavinana - Galluzzo), regia di Andrea Mugnaini (2020)
- My Father Fishing Gear, regia di Pietro Cornara (2021)
- Schiuma, regia di Giovanna Cassese e Nick Beaumont (2021)
- Sangue nella baia, regia di Ian Sproul e Paolo Ferrante (2021)
- Giocattoli, regia di Massimiliano Nocco (2022)
- Il ladro di sorrisi, regia di Massimiliano Nocco (2023)
- Lucy, regia di Sarah Rosenthal e Adrian Miranda (2024)
- Spaghetti, regia di Adrian Miranda (2025)
- Roots, regia di Adrian Miranda (2025)